# Тур (Румунія)
Тур (рум. Tur) — село у повіті Сату-Маре в Румунії. Адміністративно підпорядковане місту Негрешть-Оаш.
Село розташоване на відстані 436 км на північний захід від Бухареста, 39 км на схід від Сату-Маре, 123 км на північ від Клуж-Напоки.

## Населення
За даними перепису населення 2002 року у селі проживали 1672 особи.
Національний склад населення села:
| Національність | Кількість осіб | Відсоток |
| -------------- | -------------- | -------- |
| румуни         | 1655           | 99,0%    |
| угорці         | 10             | 0,6%     |

Рідною мовою назвали:
| Мова      | Кількість осіб | Відсоток |
| --------- | -------------- | -------- |
| румунська | 1657           | 99,1%    |
| угорська  | 12             | 0,7%     |